# Момідзігарі

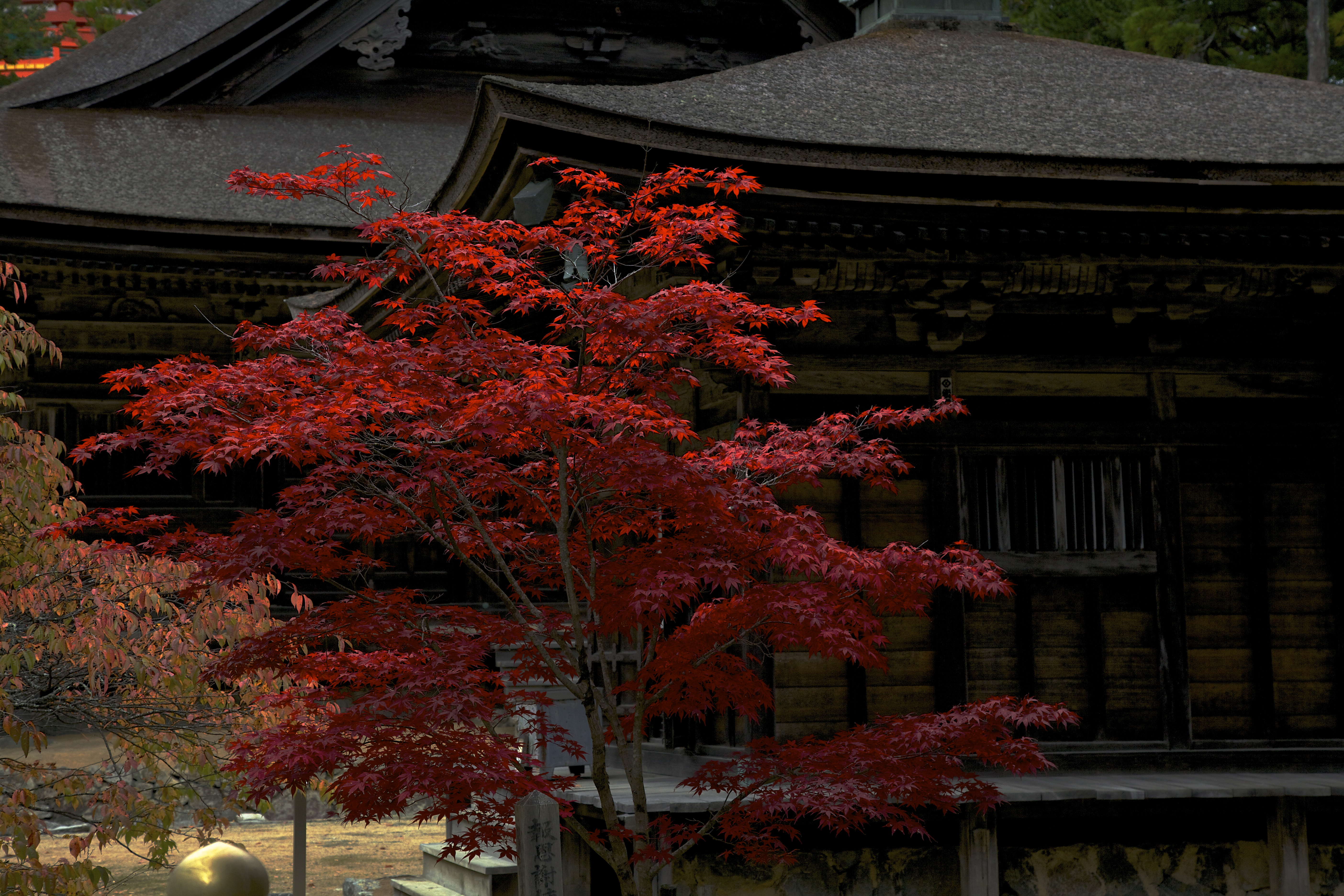
Моміджі на горі Коя-сан, на тлі Компон-дайто

Моміджіґарі (яп. 紅葉狩) або моміджі (яп. 紅葉) — це традиційне для Японії милування осінньою зміною забарвлення листя. Перш за все, традиція пов'язана з почервонінням листя кленів видів долонеподібний і японський, але не обмежується ними. Моміджі є такою ж важливою і популярною традицією, як і милування квітучою сакурою: за це вони поетично названі п'ятою і шостою порами року. Моміджі є частиною японської культури і має помітний вплив на туристичну індустрію. В інших країнах існують схожі традиції, наприклад, Leaf peeping у США, але їх важко порівняти за значущістю і ступенем впливу з японською.

## Назва

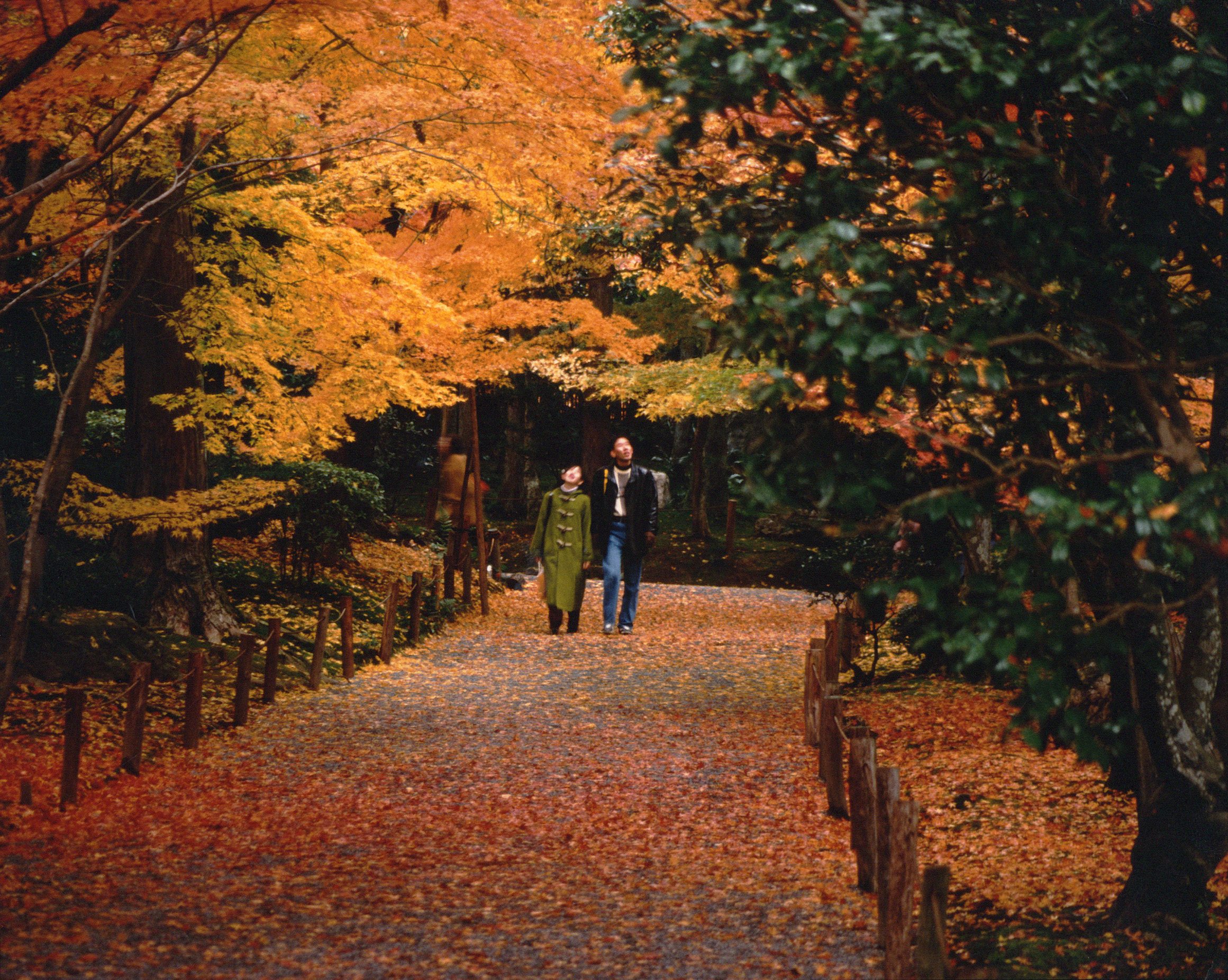
Юнак і дівчина займаються кампукай у Кіото

Розрізняють два терміни, що описують милування осінньою зміною забарвлення листя: «койо» (яп. 紅葉) і моміджі (яп. 紅葉). Попри те, що на канджі обидва слова записуються однаково, прочитання залежить від контексту.
«Койо» — листопад з жовтого й червоного листя (природний процес), тоді як «моміджі» — виключно інтенсивно червоне забарвлення і частіше асоціюється з традицією милування. Повна назва традиції звучить як «моміджіґарі» і походить від поєднання слів «моміджі» («червоне листя» або «клен») і «ґарі» («полювання»). Так само існує ендонімічний для Хоккайдо термін кампукай (яп. 観楓会), що означає «спільне спостереження за листям» або саме місце для таких спостережень.

## Історія
Традиція моміджі зародилася в Японії в період Хейан і, ймовірно, пов'язана з буддистськими практиками усвідомлення ефемерності і минущості всього сущого. Милування червоними кленами описано вже в «Повісті про Ґенджі». А в XVI столітті драматург Кандзе Нобуміцу написав класичну п'єсу для театру но «Моміджіґарі». Таким чином моміджіґарі є традицією, що налічує вже багато століть. На «полювання за кленовим листям» вирушають пішки поодинці або компанією; влаштовують пікніки під кленами; гуляють у парках. У західному сприйнятті традиції ханамі і моміджі іноді гіпертрофовано естетизуються, тоді як для звичайного японця — це можливість приємно провести час на природі, не надаючи цьому дозвіллю сакрального сенсу.
Вважається, що аж до періоду Едо традицію моміджіґарі підтримували виключно представники високих станів, але поступово вона демократизувалася. Зі зростанням інтересу до японської культури традиція стала поширюватися по всьому світу, однак, не стала самостійною, а однозначно атрибутується з японською естетикою.

## В культурі

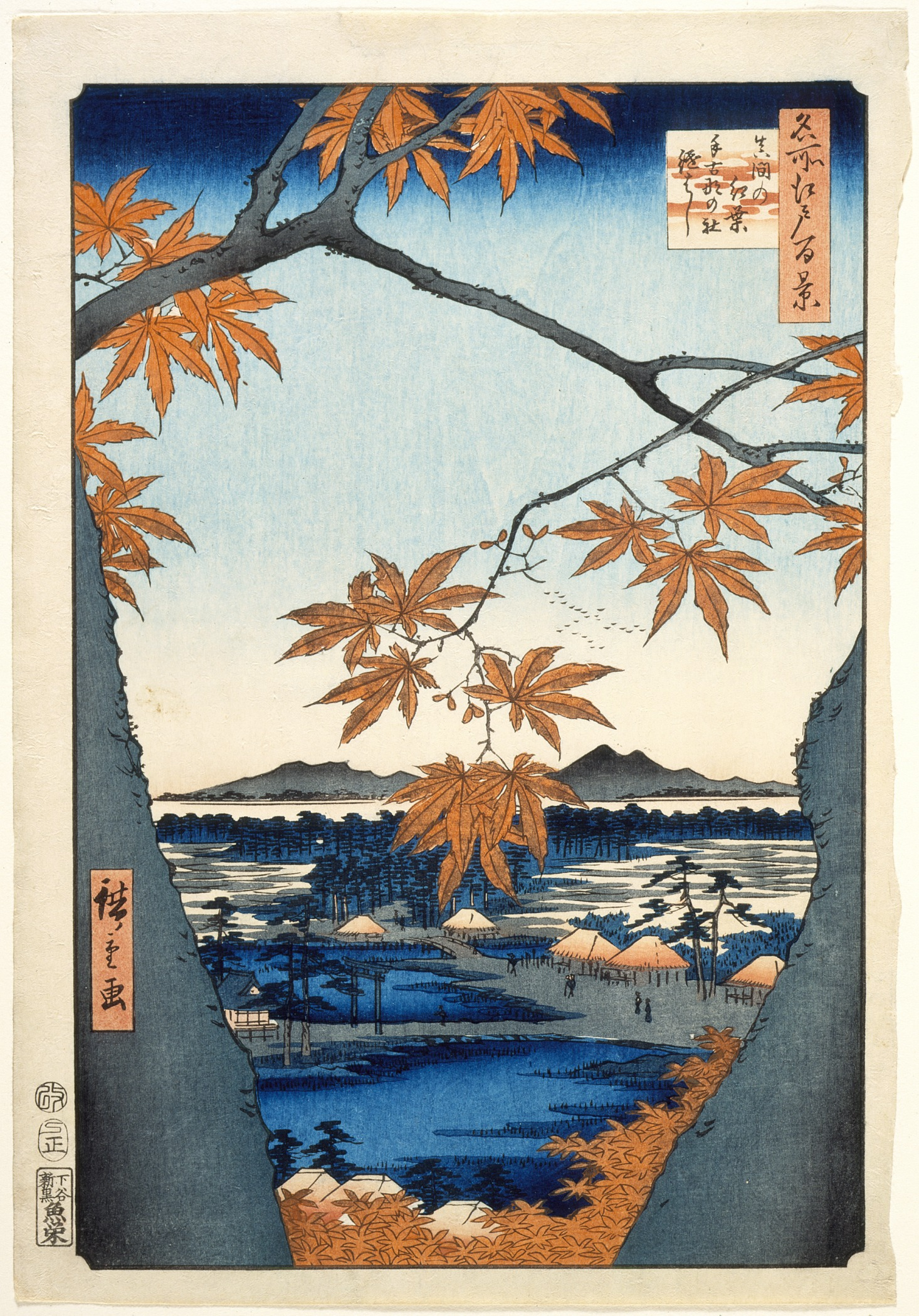
Гравюра Утаґави Хірошіґе «Кленове листя в Мама», із серії «Сто знаменитих краєвидів Едо»

Як і спостереження квітучої сакури, спостереження моміджі є важливою традицією японського суспільства. Щорічні прогнози моміджі публікуються на офіційному рівні і широко висвітлюються в туристичній індустрії. Репортажі про моміджі з'являються в теленовинах у розділі прогнозу погоди. Японські та міжнародні туристичні фірми пропонують тематичні тури. На острові Іцукушіма існує спеціалітет солодких пиріжків-манджю — моміджі манджю, виліплених у формі кленового листка. А самі кленові листки вживають у їжу, наприклад, у зацукрованому вигляді або в темпурі.
Сезон моміджі відбито в японському мистецтві, зокрема в традиційному живописі і поезії. Драматург Кандзе Нобуміцу (помер 1516 року) написав класичну п'єсу для театру но — «Моміджіґарі». Надалі її перекладено для вистав лялькового театру і кабукі, а 1899 року представлено у вигляді фільму, який вважають найстарішим зі знятих у Японії, які дійшли до наших днів.
Танка поета Сарумару-даю: 
У глубині в горах

топче червоний клена лист

олень, що стогне,

чую плач його… в мені

весь осінній смутокОригінальний текст (яп.)
奥山に

紅葉踏みわけ

鳴く鹿の

声きく時ぞ

秋は悲しき

## Примітка
1. ↑  MIUKI.INFO (15 червня 2013). Момидзи: шестое время года, кленовые листья каэдэ. MIUKI MIKADO • Виртуальная Япония (рос.). Архів оригіналу за 3 серпня 2021. Процитовано 3 березня 2021.
2. 1 2  Fall in Japan: the celebration of Koyo and Momiji. SNG (англ.). 15 квітня 2020. Архів оригіналу за 3 серпня 2021. Процитовано 5 березня 2021.
3. 1 2 3 4  Autumn in Japan: 2021 Fall Foliage Forecast | JRailPass. Japan Rail Pass Travel Blog | JRailPass (англ.). 17 жовтня 2020. Архів оригіналу за 3 серпня 2021. Процитовано 3 березня 2021.
4. ↑  Complete Hanami Guide: How to Enjoy a Cherry Blossom Party in Japan! | LIVE JAPAN travel guide. LIVE JAPAN (англ.). Архів оригіналу за 18 липня 2021. Процитовано 18 липня 2021.
5. ↑  Охота за красными клёнами - момидзигари. botsad-spb.com. Архів оригіналу за 3 серпня 2021. Процитовано 5 березня 2021.
6. ↑  Момидзи Тур. his-russia.ru. Архів оригіналу за 3 серпня 2021. Процитовано 3 березня 2021.